# Soziale Impulsanalyse
Soziale Impulsanalyse (SIA) ist ein Verfahren zur Prognose des Verhaltens sozialer Netze und Gruppen. Bei einer entsprechenden Kenntnis der Beziehungsstrukturen liefert die Methode eine Aussage darüber, wie sich die Beteiligten untereinander beeinflussen.

## Grundlage
Jede Gesellschaft ist darauf angewiesen, dass sich ihre Mitglieder in deren Verhalten an gewisse Normen und Regeln halten. Darüber hinaus wirkt auch die Struktur der sozialen Verbindungen einschränkend auf den Handlungsspielraum des Einzelnen. Mit dem Wissen um Regeln, Strukturen und aktuellen Status einer sozialen Konstellation lässt sich mit einer gewissen Wahrscheinlichkeit vorhersagen, wie diese auf einen Informationsimpuls (etwa eine wichtige Nachricht) reagieren wird.

## Methode
Soziale Impulsanalyse baut im Kern auf dem Modell des Soziogramms auf, das in den 30er Jahren von Jakob Levy Moreno entwickelt wurde und die Struktur eines sozialen Netzwerkes beschreibt. Dieser Ansatz wurde von Grimm, R. und Eckkrammer, F. erweitert, um dynamische Aspekte einzubeziehen. Durch Berücksichtigung von Faktoren wie Interaktionshäufigkeit, menschliches Vergessen oder den reduzierten Neuigkeitswert bekannter Informationen, lassen sich gruppendynamische Phänomene (siehe auch Gruppendynamik) im Zeitverlauf simulieren. Damit können Aufschaukelungseffekte, Meinungsbildungsprozesse oder Abspaltungstendenzen von Subgruppen bereits im Vorhinein antizipiert werden.
Die Parameter zur Beschreibung des Modells werden in der Regel durch Selbstbewertung der Akteure ermittelt, indem diese unter anderem angeben, von wem sie beeinflusst werden, wem sie vertrauen und wie häufig sie mit den genannten Personen interagieren. 
Im einfachsten Fall erfolgt dies mittels eines Fragebogens. Für eine höherwertige Modellierung empfiehlt sich jedoch eine Befragung der betroffenen Personen in Form von Interviews, in deren Zuge eine Kalibrierung der einzelnen Aussagen erfolgt. 
Zwecks Vorbeugung missbräuchlicher Verwertung, sollte zudem eine Reflexion der Erhebungen in einem gemeinsamen Workshop mit sämtlichen involvierten Personen erfolgen.
Zur Prognose des Verhaltens wird im Anschluss an die Modellierung ein Ausgangszustand definiert, indem festgelegt wird, welche Akteure zu Beginn eine bestimmte Information in die soziale Konstellation einbringen (= Informationsimpuls). In weiterer Folge wird zyklisch ermittelt, wie die Information von einer Person zur nächsten weitergereicht wird und wie sich die Akteure dabei gegenseitig beeinflussen.

## Aussagekraft
Soziale Impulsanalyse liefert eine aussagekräftige Prognose für ein konkretes Netzwerk beziehungsweise die erfasste Gruppe. Je genauer die Beziehungsstruktur (siehe auch soziale Beziehung) modelliert wurde und je kürzer der Vorhersagezeitraum ist, desto höher ist deren Eintrittswahrscheinlichkeit.
Infolge der Individualität jeder sozialen Struktur sind Verallgemeinerungen oder Rückschlüsse auf andere Gruppen sowie Prognosen, die weit in die Zukunft reichen, nicht zielführend. 
Obwohl angesichts der Willensfreiheit der Akteure eine hundertprozentig sichere Aussage nicht erwirkt werden kann, beschreibt das Simulationsergebnis für die spezifische soziale Konstellation durchaus eine hoch wahrscheinliche Entwicklung. Es verhält sich hier ähnlich wie bei der Wettervorhersage: Wenn alle Zeichen auf Regen stehen, besteht natürlich eine Rest-Chance, dass doch die Sonne scheint. Es empfiehlt es sich aber in jedem Fall, einen Schirm mitzunehmen.
Abgesehen von der Prognose künftiger Szenarien eignet sich Soziale Impulsanalyse auch zur Bearbeitung von bestehenden Teamkonflikten. Die Methode kann dahingehend als Diagnoseverfahren verstanden werden, das reale Strukturen und deren Auswirkungen im Zeitverlauf sichtbar macht. Allein diese Kenntnis kann Teams in die Lage versetzen, mit sozialen Problemfeldern selbst fertigzuwerden. Dabei unterstützt Soziale Impuls Analyse auch in der Reflexion und Optimierung von entsprechenden Maßnahmen, bevor diese in der Realität umgesetzt werden.

## Anwendungsbeispiele
- Ermittlung der realen Kommunikationswege informeller Organisationsstrukturen
- Vorhersage der Auswirkung bestimmter organisatorischer Veränderungen
- Identifikation von Schlüsselpersonen und Beeinflussern
- Erkennung von Problemen in Teams (Abspaltungen, Einzelgänger, Lagerbildung,…)
- Abbildung der Beeinflussungsstruktur von Geschäftskunden für gezielte Kommunikation im Vertrieb